# Ichneumenoptera
Ichneumenoptera is een geslacht van vlinders uit de familie van de wespvlinders (Sesiidae), onderfamilie Sesiinae.
Ichneumenoptera is voor het eerst wetenschappelijk beschreven door George Francis Hampson in 1893. De typesoort is Ichneumenoptera auripes.

## Soorten
Ichneumenoptera omvat de volgende soorten:
- I. albiventris (Beutenmüller, 1899)
- I. auripes (Hampson, 1893)
- I. caeruleifascia Rothschild, 1911
- I. caerulipes Hampson, 1906
- I. caudata Gorbunov & Arita, 1995
- I. commoni (Duckworth & Eichlin, 1974)
- I. cyanescens Hampson, 1910
- I. chrysophanes (Meyrick, 1887)
- I. daidai Gorbunov & Arita, 2000
- I. dohertyi Rothschild, 1911
- I. duporti (Le Cerf, 1927)
- I. flavicincta Hampson, 1892
- I. flavipalpis Hampson, 1892
- I. flavipectus Hampson, 1910
- I. gracilis Hampson, 1910
- I. ignifera Hampson, 1892
- I. punicea Gorbunov & Arita, 2000
- I. vietnamica Gorbunov & Arita, 1995
- I. xanthogyna (Hampson, 1919)
- I. xanthosoma Hampson, 1892